# Austrosyrrhoe septentrionalis
Austrosyrrhoe septentrionalis is een vlokreeftensoort uit de familie van de Synopiidae. De wetenschappelijke naam van de soort is voor het eerst geldig gepubliceerd in 1931 door Stephensen.